# Jörg Bergmeister
Jörg Bergmeister (ur. 13 lutego 1976 roku w Leverkusen) – niemiecki kierowca wyścigowy.

## Kariera
Bergmeister rozpoczął karierę w międzynarodowych wyścigach samochodowych w 1992 roku od startów w Formule König, gdzie raz stanął na podium. Stanął tam na najniższym stopniu podium klasyfikacji generalnej. Rok później w tej samej serii był mistrzem. W późniejszych latach Niemiec pojawiał się także w stawce Niemieckiej Formuły Renault, Niemieckiej Formuły Opel, Niemieckiego Pucharu Porsche Carrera, Formel Opel Challenge, Formula Opel Lotus Nations Cup, Europejskiej Formuły Opel, Porsche Supercup, American Le Mans Series, Grand American Rolex Series, 24-godzinnego wyścigu Le Mans, FIA GT Championship, ADAC GT Masters, FIA GT2 European Cup, V8 Supercars, FIA World Endurance Championship, 24h Nürburgring, Blancpain Endurance Series oraz United Sports Car Championship .

## Wyniki w 24h Le Mans
| Rok  | Zespół                                      | Partnerzy                         | Samochód            | Klasa   | Okr. | Poz. | Klasa Pos. |
| ---- | ------------------------------------------- | --------------------------------- | ------------------- | ------- | ---- | ---- | ---------- |
| 2002 | Freisinger Motorsport                       | Romain Dumas Sascha Maassen       | Porsche 911 GT3-RS  | GT      | 321  | 17   | 2          |
| 2003 | The Racer's Group                           | Kevin Buckler Timo Bernhard       | Porsche 911 GT3-RS  | GT      | 304  | 20   | 5          |
| 2004 | White Lightning Racing                      | Patrick Long Sascha Maassen       | Porsche 911 GT3-RS  | GT      | 327  | 10   | 1          |
| 2005 | Petersen Motorsports White Lightning Racing | Patrick Long Timo Bernhard        | Porsche 911 GT3-RSR | GT2     | 331  | 11   | 2          |
| 2006 | White Lightning Racing Krohn Racing         | Nic Jönsson Tracy Krohn           | Porsche 911 GT3-RSR | GT2     | 148  | NU   | NU         |
| 2007 | Flying Lizard Motorsports                   | Johannes van Overbeek Seth Neiman | Porsche 997 GT3-RSR | GT2     | 124  | NU   | NU         |
| 2008 | Flying Lizard Motorsports                   | Johannes van Overbeek Seth Neiman | Porsche 997 GT3-RSR | GT2     | 289  | 32   | 6          |
| 2009 | Flying Lizard Motorsports                   | Darren Law Seth Neiman            | Porsche 997 GT3-RSR | GT2     | 194  | NU   | NU         |
| 2010 | Flying Lizard Motorsports                   | Seth Neiman Darren Law            | Porsche 997 GT3-RSR | GT2     | 61   | NU   | NU         |
| 2011 | Flying Lizard Motorsports                   | Lucas Luhr Patrick Long           | Porsche 997 GT3-RSR | GTE Pro | 310  | 18   | 6          |
| 2012 | Flying Lizard Motorsports                   | Patrick Long Marco Holzer         | Porsche 997 GT3-RSR | GTE Pro | 114  | NU   | NU         |
| 2013 | Porsche AG Team Manthey                     | Patrick Pilet Timo Bernhard       | Porsche 911 RSR     | GTE Pro | 315  | 16   | 2          |
| 2014 | Porsche Team Manthey                        | Patrick Pilet Nick Tandy          | Porsche 911 RSR     | GTE Pro | 309  | 36   | 7          |